# Carlos Defeo
Carlos Alberto Defeo (29 de diciembre de 1965-14 de octubre de 2023) fue un actor argentino de teatro, cine, televisión y publicidad.

## Carrera artística
Carlos Defeo nació el 29 de diciembre de 1965. Se formó en el Sportivo Teatral de Ricardo Bartis, donde llegó a ejercer también la docencia. Entre sus maestros se encuentran Carlos Gandolfo, Julio Chávez y el mismo Ricardo Bartis. Trabajó en teatro independiente y formó parte de espectáculos en el Teatro San Martín y el Teatro Nacional Cervantes.
Formó parte del elenco de diferentes obras teatrales, entre las cuales se destacan La gesta heroica, Valeria radioactiva, Estado de ira, Edipo Rey, Eva Perón / El homosexual o la dificultad de expresarse, ¿Quién es el Sr. Schmitt?, Querido Ibsen: Soy Nora, Fassbinder, todo es demasiado, Terapia,  Integral Pavlovsky, entre otras. En algunas de esas obras supo volcar elementos de su formación profesional como psicólogo.
Destacó además su labor en programas de televisión tales como Variaciones Walsh, Guapas, Televisión por la justicia, Todos contra Juan 2, Tratame bien, entre otras.
En cine tuvo participación en Zama, Cartero, Me casé con un boludo, La cámara oscura, En el futuro. También actuó en producciones publicitarias.

## Muerte
Carlos Defeo falleció el 14 de octubre de 2023, a los 57 años.

## Obras

### Teatro
- La gesta heroica (Actor. Dir. Ricardo Bartis)[3]
- Valeria radioactiva (Actor. Dir. Javier Daulte)[4]
- Cartero (Actor. D. Emiliano Serra)
- Haciendo Zoom (Artista invitado. Conducción Horacio Banega)[5]
- Edipo Rey (Actor. Dir. Cristina Banegas)[6]
- Fassbinder. Todo Es Demasiado (Actor. Dir. Lisandro Rodríguez)[7]
- Fassbinder (Actor. Dir. Lisandro Rodríguez)
- Eva Perón / El homosexual o la dificultad de expresarse (Actor. Dir. Marcial Di Fonzo Bo)[8]
- Integral Pavlovsky (Intérprete. Coordinación Elvira Onetto)[9]
- ¿Quien es el Sr. Schmitt? (Actor. Dir. Javier Daulte)[10]
- Querido Ibsen: Soy Nora (Actor. Dir. Silvio Lang)
- Estado de ira (Actor. Dir. Ciro Zorzoli)[11]
- La pesca (Actor. Dir. Ricardo Bartis)[12]
- De mal en peor (Actor. Dir. Ricardo Bartis)[13]
- Ovidio e Inés (Dramaturgista. Dir. Julio Molina)[14]
- Terapia (Actor. Dir. Gabriela Izcovich)[15]
- Darío tiene momentos de soledad (Actor. Dir. Santiago Gobernori)[16]
- Infortunados ojos (Actor. Dir. Laura Mantel)[17]
- Los prójimos (Actor. Dir. Sergio D'Angelo)[18]
- Tres personas tratan de desviar su propia muerte hacia otros (Actor. Sobre textos de Sam Shepard)

### Cine
- Cabinas (Dir. María Luz Gil. Cortometraje. 2005)
- Las manos (Dir. Alejandro Doria. 2006)
- Ahora todos parecen contentos (Dir. Gonzalo Tobal. Cortometraje. 2007)[19]
- Lluvia (Dir. Paula Hernández. 2008)[20]
- La cámara oscura (Dir. María Victoria Menis. 2008)[21]
- Incómodos (Dir. Esteban Menis. 2008)[22]
- Distancias (Dir. Matías Lucchesi. Cortometraje. 2009)[23]
- Sin retorno (Dir. Miguel Cohan. 2010)[24]
- En el futuro (Dir. Mauro Andrizzi. 2010)[25]
- Me casé con un boludo (Dir. Juan Taratuto. 2016)[26]
- Zama (Dir. Lucrecia Martel. 2017)[27]
- Malambo, el hombre bueno (Dir. Santiago Loza. 2018)[28]
- La flor (Dir. Mariano Llinás. 2018)[29][30]
- Cartero (Dir. Emiliano Serra. 2019)
- Bernarda es la patria (Dir. Diego Schipani. 2020)[31]
- Legiones (Dir. Fabián Forte. 2022)[32]

### Televisión
- Tratame bien (Serie de TV. 2019. Dir. Daniel Barone)[33]
- Todos contra Juan 2 (Serie de TV. 2008–2010. Dirigida por	Gastón Pauls y Gabriel Nesci)[34]
- Televisión por la justicia (Miniserie de TV. 2013-2014. Dir. Rodolfo Cela)[35]
- Embarcados a Europa (Miniserie de TV. 2014. Dir. Santiago de Bianchetti)[36]
- Guapas (Serie de TV. 2014–2015. Dir. Daniel Barone y Lucas Gil)[37]
- Variaciones Walsh (Miniserie de TV. 2015. Dir. Alejandro Maci)[38]
- La Casa (Miniserie de TV. 2015. Dir. Diego Lerman y Fernando Zuber)[39]
- Encerrados (Serie de TV. 2018. Dir. Benjamín Ávila)[40]